# International League of Religious Socialists
International League of Religious Socialists, ILRS – międzynarodowa organizacja zrzeszająca ruchy socjalistyczne o charakterze religijnym działające w ramach partii politycznych na całym świecie. Powstała w latach 20. XX wieku, a obecnie skupia organizacje członkowskie w około 20 krajach, reprezentując łącznie około 200 000 członków. Liga jest organizacją stowarzyszoną z Międzynarodówką Socjalistyczną.

## Historia
ILRS jest najstarszą nieprzerwanie działającą organizacją socjalistyczną w Europie. Jej pierwsza międzynarodowa konferencja odbyła się w 1926 w Holandii z inicjatywy Willema Banninga, holenderskiego kaznodziei i współzałożyciela Partii Pracy (PvdA), oraz Carla Mennicke, niemieckiego teologa. Druga konferencja miała miejsce w 1928 w Szwajcarii, a w 1929, podczas spotkania w Kolonii, utworzono międzynarodowy komitet socjalistów religijnych, w którego skład wchodziły organizacje z Niemiec, Szwajcarii, Austrii, Belgii, Anglii i Francji. To wydarzenie jest uznawane za formalny początek istnienia ILRS.
W kolejnych dekadach działalność Ligi była skoncentrowana głównie na krajach Europy Północnej. Przełom nastąpił dopiero pod koniec XX wieku, kiedy organizacja zaczęła rozszerzać swoją obecność geograficzną.
W 1989 w kongresie ILRS w Sztokholmie uczestniczyła Organizacja Wyzwolenia Palestyny (OWP). W 2002 Liga zorganizowała spotkanie z udziałem przedstawicieli zarówno OWP, jak i partii Merec – izraelskiej partii socjalistycznej o korzeniach religijnych.
Po upadku muru berlińskiego ILRS rozpoczęła integrację krajów byłego bloku wschodniego. Konferencja w 1991 odbyła się pod hasłem „Nowa Europa: wyzwania dla Europy Środkowo-Wschodniej” i zgromadziła delegatów z Węgier, Czechosłowacji, Bułgarii, Słowenii, Litwy i Estonii. W 2000 do Ligi oficjalnie dołączyły Łotwa i Włochy.
ILRS prowadzi działania na wszystkich kontynentach, poza Europą obecna jest także w obu Amerykach, Afryce i Australii. Ostatnie lata przyniosły poszerzenie działalności organizacji o religie inne niż chrześcijaństwo, zwłaszcza islam. Przykładem była obecność Federation of Islamic Organizations in Europe (FIOE) i Islamic Center of Milan na konferencji ILRS w Helsinkach w 1997.

## Ideologia i działalność
ILRS opowiada się za demokratycznym socjalizmem inspirowanym wartościami religijnymi. Uznaje udział w polityce parlamentarnej za niezbędny, przy równoczesnym poparciu dla silnej interwencji państwa w obszarach takich jak edukacja, opieka zdrowotna i polityka społeczna. W sferze gospodarczej podkreśla konieczność wprowadzenia etycznych ograniczeń dla wolnorynkowego kapitalizmu.
Współcześnie organizacja koncentruje się na wspieraniu partii socjaldemokratycznych w znajdowaniu równowagi między sekularyzmem a tolerancyjnym multikulturalizmem. ILRS postrzega siebie jako mediator między partiami lewicowymi, wspólnotami religijnymi a instytucjami państwowymi.